# Interstate 86 (west)
De Interstate 86 west (afgekort I-86) is een Interstate highway in het noordwesten van de Verenigde Staten die alleen loopt in de staat Idaho. De snelweg loopt van Declo tot aan Chubbuck. De snelweg is ongeveer 101 kilometer lang.

## Traject
In de woestenij van zuidelijk Idaho slaat bij het onbeduidend plaatsje Declo de I-86 af van de Interstate 84, die vanaf Boise richting Salt Lake City loopt. Men komt over de Snake River Plains, een vlakte met aan de zuidzijde bergen. De enige plaats onderweg is het dorp American Falls. Men komt dan aan in Pocatello, een van de grootste plaatsen in Idaho met 54.000 inwoners. Hier sluit de snelweg aan op de Interstate 15.
2 · 4 · 5 · 8 · 10 · 12 · 15 · 16 · 17 · 19 · 20 · 22 · 24 · 25 · 26 · 27 · 29 · 30 · 35 · 37 · 39 · 40 · 43 · 44 · 45 · 49 · 55 · 57 · 59 · 64 · 65 · 66 · 68 · 69 · 70 · 71 · 72 · 73 · 74 · 75 · 76 (west) · 76 (oost) · 77 · 78 · 79 · 80 · 81 · 82 · 83 · 84 (west) · 84 (oost) · 85 · 86 (west) · 86 (oost) · 87 · 88 (west) · 88 (oost) · 89 · 90 · 91 · 93 · 94 · 95 · 96 · 97 · 99 · 165 · 238 · 265 · 277 · 278 · 287 · 355 · 390 · 465 · 485 · 565 · 684 · 787 · 790 · 865

Hawaii:
H-1 · H-2 · H-3  
Alaska:
A-1 · A-2 · A-3 · A-4  
Puerto Rico:
PR-1 · PR-2 · PR-3